# یوینگ (محدوده ثبت‌نشده)، نیوجرسی
یوینگ (به انگلیسی: Ewing) یک منطقهٔ مسکونی در ایالات متحده آمریکا است که در اوینگ، نیوجرسی واقع شده‌است. یوینگ ۴۷٫۸۵ متر بالاتر از سطح دریا قرار دارد.